# Alauahio de Maui
L'alauahio de Maui (Paroreomyza montana) és un ocell de la família dels fringíl·lids (Fringillidae).

## Hàbitat i distribució
Habita la selva pluvial i zones subalpines a les muntanyes de Maui, a les Illes Hawaii orientals.